# Fernando Vérgez Alzaga
Fernando Vérgez Alzaga, né le 1er mars 1945 à Salamanque, est un prélat catholique espagnol, président du Gouvernorat de l'État de la Cité du Vatican de 2021 à 2025. Il est créé cardinal par le pape François le 27 août 2022.

## Biographie
Fernando Vérgez Alzaga fait sa profession de foi dans la congrégation cléricale de la Légion du Christ le 25 décembre 1965 et est ordonné prêtre le 26 novembre 1969 par le cardinal Ildebrando Antoniutti. Il étudie à l'Université pontificale grégorienne de Rome, obtenant des diplômes en philosophie et en théologie, puis un diplôme d'archiviste des Archives apostoliques du Vatican.
En 1972, il entre au service de la Curie romaine comme assistant de la Congrégation pour les instituts de vie consacrée et les sociétés de vie apostolique. En avril 1984, il rejoint le Conseil pontifical pour les laïcs. Il est nommé chef de la section ordinaire de l'Administration du patrimoine du siège apostolique et en juin 2004 devient chef du bureau Internet du Saint-Siège. Le 1er février 2008, le pape Benoît XVI nomme Vérgez directeur des télécommunications de la Cité du Vatican, à la Poste vaticane.
Le 30 août 2013, le pape François le promeut secrétaire général du Gouvernorat de l'État de la Cité du Vatican, succédant à l'évêque Giuseppe Sciacca. Le 15 octobre 2013, le pape le nomme évêque titulaire de Villamagna-en-Proconsulaire (de) et le 15 novembre, dans la basilique Saint-Pierre, il est consacré par le pape lui-même, assisté du cardinal Giuseppe Bertello et de l'évêque Brian Farrell (de), également membre de la Légion du Christ.
Le 5 octobre 2020, il est nommé par François membre de la Commission de contrôle des contrats confidentiels, un conseil de surveillance financière de cinq membres chargé de surveiller les contrats qui sortent des procédures normales et qui, pour des raisons de sécurité, ne sont pas rendus publics.
Le 8 septembre 2021, François l'élève à la dignité d'archevêque titulaire et le nomme pour succéder au cardinal Giuseppe Bertello en tant que président de la Commission pontificale pour l'État de la Cité du Vatican et du Gouvernorat de l'État de la Cité du Vatican, à compter du 1er octobre suivant.
Le pape François annonce le 29 mai 2022 qu'il sera créé cardinal le 27 août 2022. Le 7 mars 2023, il est nommé membre du Conseil des cardinaux.
Le 1er mars 2025, jour de ses 80 ans, il perd sa qualité d'électeur au prochain conclave. Le même jour, il se retire de sa charge de président du Gouvernorat de l'État de la Cité du Vatican et de la Commission pontificale pour l'État de la Cité du Vatican.